# Tanea zelandica
Tanea zelandica är en snäckart som först beskrevs av Jean René Constant Quoy och Joseph Paul Gaimard 1832.  Tanea zelandica ingår i släktet Tanea och familjen borrsnäckor. Inga underarter finns listade i Catalogue of Life.

## Bildgalleri

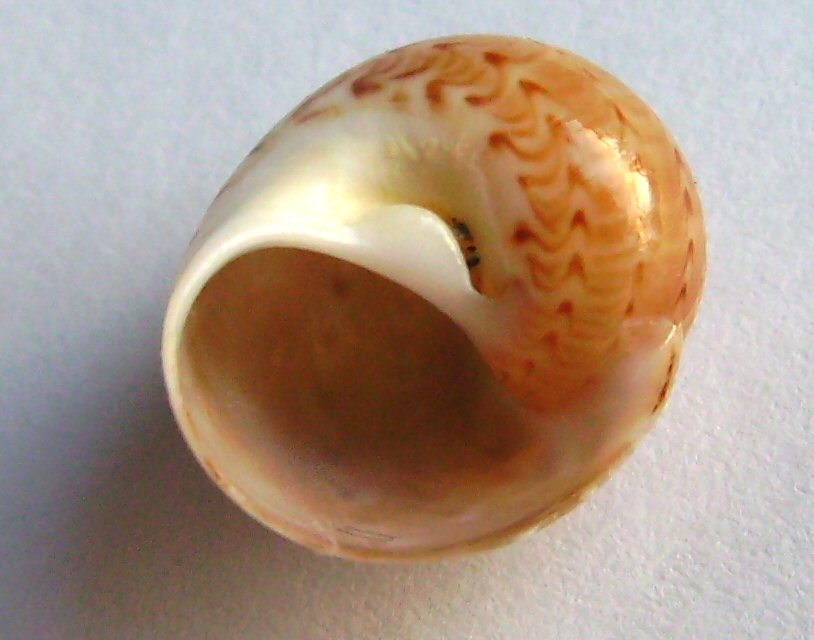